# Мурадим (Кугарчинський район)
Муради́м (рос. Мурадым, башк. Мораҙым) — присілок у складі Кугарчинського району Башкортостану, Росія. Входить до складу Юлдибаївської сільської ради.
До 10 вересня 2007 року присілок називався 3-є Юлдибаєво.
Населення — 165 осіб (2010; 180 в 2002).
Національний склад:
- башкири — 94%